# Крилов Костянтин Олексійович
Костянтин Олексійович Крило́в (нар. 4 травня 1910, Стрєльна — пом. 28 серпня 1992, Київ) — український радянський живописець; член Спілки радянських художників України з 1945 року. Чоловік художниці Таїсії Жаспар, батько графіка Костянтина Крилова 1941—1993).

## Біографія
Народився 21 квітня [4 травня] 1910 року в селищі Стрельні (нині у складі Санкт-Петербурга, Росія). З 1920 року навчався у студії художника Вадима Мізерова в Томську. У 1927 році на конкурсі на найкращий малюнок, присвячений Великій Жовтневій Соціалістичній революції, отримав премію. З 1927 по 1928 рік навчався на поліграфічному відділенні Омського художнього технікуму. Протягом 1930–1934 років продовжив навчання в Одеському художньому інституті, де його викладачами були Павло Волокидін, Теофіл Фраєрман. У 1937 році був звинувачений в антирадянській діяльності та заарештований. 1939 року був реабілітований і продовжив навчання у Київському художньому інституті у Федора Кричевського. Закінчив навчання у 1941 році.
Брав участь у німецько-радянській війні. Нагороджений орденом Вітчизняної війни II-го ступеня (6 квітня 1985).
Жив у Києві, в будинку на вулиці Мечникова № 9а, квартира 40. Помер у Києві 28 серпня 1992 року.

## Творчість
Працював у галузі станкового живопису. Автор тематичних картин, портретів, пейзажів. Серед робіт:
- «Мій син Костя» (1945);
- «Страйк робітників на Південноросійському заводі в 1914 році у зв'язку із забороною вшанування пам'яті Тараса Шевченка» (1948);
- «Робітниця в синій хустці» (1955);
- «Народна артистка СРСР Наталія Ужвій у ролі Стехи з п'єси Тараса Шевченка „Назар Стодоля“» (1957; Національний музей Тараса Шевченка);
- «Тараса Шевченка везуть на заслання» (1958);
- «На репетиції п'єси Тараса Шевченка „Назар Стодоля“ в Київському державному театрі імені Івана Франка» (1959; Національний музей Тараса Шевченка);
- «Звістка про Місяць» (1960);
- «Тарас Шевченко у казармі» (1961; Шевченківський національний заповідник);
- «Молодий будівельник» (1962);
- «Продавець черепашок» (1962);
- «Портрет бригадира-прохідника Метробуду В. Шевергіна» (1963);
- «Тарас Шевченко серед членів Кирило-Мефодіївського товариства» (1963; Національний музей Тараса Шевченка);
- «Тарас Шевченко отримує звання академіка» (1963);
- «Тарас-козачок у Києві» (1964; Літературно-меморіальний будинок-музей Тараса Шевченка);
- «Седнів. Сутінки» (1965);
- «Собор у Седневі» (1967);
- «В Смольному» (1969—1970);
- «Березень» (1970);
- «Скоро весна» (1970);
- «Правнук К. Шевченко» (1971);
- «Герой Радянського Союзу льотчиця Надія Федутенко» (1973);
- «Катанія. У далечі Етна» (1977);
- «Венеція. Гондоли» (1977);
- «Флоренція. Базиліка святого Лоренцо. Ранок» (1977);
- «Народний художник УРСР Тетяна Яблонська» (1977);
- «Народний артист СРСР Юрій Лавров» (1979);
- «Портрет Таїсії Жаспар» (1980);
- «У Шушенському. 1896» (1991);
- «Старшина міліції М. Проявко» (1991).

У 1950 і 1951 роках написав копії з виконаного у 1871 році Іваном Крамським портрета Тараса Шевченка, у 1955 році — з його «Автопортрета», написаного у 1861 році.
Брав участь у всеукраїнських мистецьких виставках з 1947 року. Зокрема:
- 1947 — IX-а українська художня виставка, Київський державний музей українського мистецтва та Київський державний музей російського мистецтва (потім у 1948 році у Харкові, Львові, у 1949 році — в Одесі);
- 1948 — Пересувна виставка до Дня шахтаря, Донецьк;
- 1949 — Всесоюзна художня виставка, Державна Третьяковська галерея, Москва;
- 1949 — Х-а Українська художня виставка, Київський державний музей українського мистецтва та Київський державний музей російського мистецтва;
- 1950 — Виставка політичного та агротехнічного плакату, в приміщенні Спілки художників Української РСР, Київ;
- 1951 — Всесоюзна художня виставка, Державна Третьяковська галерея, Москва (потім — у залах Московського Товариства художників та у Палаці культури автозаводу імені І. О. Лихачова);
- 1953 — Виставка політичного плакату, у приміщенні Спілки художників Української РСР, Київ;
- 1957 — Ювілейна художня виставка Української РСР, присвячена 40-річчю Великої Жовтневої соціалістичної революції, Київський державний музей українського мистецтва та Київський державний музей російського мистецтва;
- 1958 — Виставка етюдів художників Києва, Київ, у виставковій залі Спілки художників Української РСР[1].

Персональна виставка пройшла у Києві у 1980 році.